# Bédoumo
 (octobre 2017).
Bédoumo est un village du sud-est du Cameroun, situé dans le département du Haut-Nyong, à 8 km de la commune de Mindourou, sur la route qui relie Abong-Mbang à Lomié.

## Population
En 1964-1965 Bédoumo comptait 370 habitants, principalement des Ddjem (267), mais également des pygmées (103). À cette date, le village disposait d'un marché périodique et d'une école protestante à cycle complet.
Lors du recensement de 2005, la population s'élevait à 491 personnes.

## Organisation sociale du village
Le village Bédoumo est administré par un chef de 3e degré[Quoi ?] choisi par la communauté au sein des familles appelées à exercer coutumièrement le commandement traditionnel. La chefferie comprend : un chef de village, un sous-chef, un conseiller, un conseil des notables, un secrétaire et un comité de vigilance.
Le chef est issu de la lignée dirigeante. Il existe deux formes de conseils de notables : la première est reconnue par l’autorité administrative et la seconde est composée de cinq membres désignés par le chef dans chacune des cinq lignées qui composent le village. Le comité de vigilance est chargé de la sécurité et des affaires courantes du village.
Outre la chefferie de 3e degré, chaque lignage est administré par un chef de lignage.
En plus du chef de village, les deux conseillers municipaux du village, les élites extérieures, les responsables religieux dont le pasteur de l’église protestante, sont aussi des personnes influentes dans le village. Leur pouvoir au sein de la communauté s’exerce quant à la gestion des conflits, la représentation du village auprès des autorités administratives et le maintien de la cohésion sociale.
Le mouvement associatif est en plein essor. Il existe[Quand ?] cinq associations dont le comité de gestion des redevances forestières dans le village.

## Culture et histoire du village
Les Badjoho, les Bassoh et les Bapèhèh qui constituent les plus grandes familles du village Bédoumo aujourd’hui sont venues de Messamena, s’installèrent d’abord sur le site Léh qui se trouve à environ 18 km de l’actuel Bédoumo puis partirent vers Pezam, tandis que les Badjoho s'installèrent à Élandjo. À la suite des ravages causés par la maladie du sommeil, le roi Atangana, chef supérieur des communautés Djem et Badjoué rassembla en 1940 les communautés Élandjo et Pezam à Mindourou, son lieu de résidence, pour créer le village Bédoumo, nom qui signifie « tronc de baobab, difficile pour la traversée d’un éléphant ».
Ces communautés s’expriment en Ndjem Kozimé et en Badjoho.

## Groupes ethniques et relations interethniques
Différentes lignages ou clans se rencontrent dans le village Bédoumo. Ces lignages sont les suivants : Bassoh, Bapèhèh, Bassièb, Djè Sonkoul, Djè Amiah.
Au total, deux ethnies Baka et Bantou (cinq lignages) se rencontrent dans le village Bédoumo. D’une manière générale, les relations entre ces différentes ethnies sont harmonieuses et leur cohabitation est pacifique, bien que la plupart vivent dans un esprit d’individualisme. Les mariages à l’intérieur du village sont possibles. Les conflits se règlent d’abord au sein de chaque famille et en second ressort chez le chef de village en cas de crime ou de trouble à l’ordre public.

## Droit d’accès aux ressources naturelles
Pour accéder aux ressources naturelles dans le village, les populations locales procèdent de diverses manières à savoir : la coupe artisanale du bois, la collecte des produits forestiers non ligneux (PFNL), la chasse, la pêche et l’agriculture.
Les populations de Bédoumo vivent en étroite dépendance avec les ressources naturelles. Aussi la totalité de cette population estime ne pas avoir besoin d’une autorisation quelconque pour accéder aux ressources naturelles du village[réf. souhaitée]. La seule restriction présente concerne les allogènes non résidents du village dont l’accès aux ressources naturelles reste interdit.

## Usages courants et systèmes traditionnels d’utilisations des ressources naturelles
D’une manière générale, les produits issus de l’exploitation des ressources naturelles (ressources agricoles, PFNL, faune sauvage, etc.) par les populations locales sont prioritairement destinés à la subsistance familiale. De nombreux PFNL sont utilises dans la pharmacopée traditionnelle, dans l’artisanat et/ou dans l'alimentation du ménage. Les produits issus de la coupe artisanale du bois par les populations locales sont uniquement destinés à la construction des maisons mais il existe quelquefois des situations de coupe illégale de bois d’œuvre dans le village, organisée par les populations locales[réf. souhaitée].

## Infrastructures sociales du village
Le village Bédoumo est très pauvre en termes d’infrastructures. Un aperçu du village présente des maisons en tôles et la plupart de maisons est en matériaux provisoires. La plupart des habitations n'ont pas de toilette. Les principales infrastructures sociales rencontrées dans le village sont : une école publique à cycle complet construite partiellement en dur, un foyer et une école maternelle communautaires. Une chapelle pour l'Église protestante, et une case de prière pour l'Église catholique. Une route percée par une entreprise forestière. Deux ponts en matériaux provisoires sur le cours d’eau Ndjo’o.
Il faut tout de même noter qu’à Élandjo, au campement Baka, il existe un centre préscolaire Baka.

## Problèmes et potentialités du village
Les problèmes
- La baisse rapide de la fertilité des sols cultivés ;
- Le manque d’encadrement sur les façons culturales durables ;
- La mévente des produits agricoles ;
- L'analphabétisme des parents ;
- Le leadership
- La divagation des bêtes ;
- La faible production des animaux domestiques ;
- L’absence d’une case de santé dans le village ;
- L’insuffisance d’eau potable ;
- La malnutrition ;
- Le caractère sommaire des habitats ;
- L’insuffisance des moyens financiers ;
- La coupe illégale périodique de bois d’œuvre.

Les potentialités
Dans les alternatives viables aux problèmes prioritaires de la communauté, en plus de l’agriculture, l’élevage, la chasse, la foresterie communautaire est l'une des solutions envisagées. Les étapes suivantes ont été franchies pour ce qui est du projet de forêt communautaire démarré en 2002 sous la conduite de l’ONG OAPIDE.